# Karlslunde Station
Karlslunde Station er en S-togsstation på Køge Bugt-banen, der ligger i Greve Kommune. Stationen åbnede da banen blev forlænget fra Hundige til Solrød Strand.
Stationen ligger oppe på en dæmning og består af en delvist overdækket øperron med to spor. Der er adgang fra vest fra Stationsager med trappe og elevator og fra øst med trappe fra Mosede Landevej. Nedenfor på den nordlige side ved Stationsager er der busterminal og cykelstativer. Overfor stationen ligger desuden Karlslunde Bibliotek og Karlslunde Stationscenter. På den sydlige side af stationen ligger der flere boligblokke, mens Mosede Fort ligger i gangafstand.

## Galleri
- Elevator og trapper fra Stationsager.
- Informationstavler og togviserskilt.
- Ventesal på perronen.
- Perronen er overdækket i hele sin længde om ikke i bredden.
- Trappe fra Mosede Landevej.
- Busterminalen og Karlslunde Stationscenter

## Antal rejsende
Ifølge Østtællingen var udviklingen i antallet af dagligt afrejsende med S-tog:
| År   | Antal | År   | Antal | År   | Antal | År   | Antal |
| ---- | ----- | ---- | ----- | ---- | ----- | ---- | ----- |
| 1957 | -     | 1974 | -     | 1991 | 2.139 | 2001 | 1.834 |
| 1960 | -     | 1975 | -     | 1992 | 2.217 | 2002 | 1.706 |
| 1962 | -     | 1977 | -     | 1993 | 2.037 | 2003 | 1.683 |
| 1964 | -     | 1979 | 1.274 | 1995 | 1.979 | 2004 | 2.006 |
| 1966 | -     | 1981 | 1.911 | 1996 | 1.907 | 2005 | 1.615 |
| 1968 | -     | 1984 | 2.116 | 1997 | 1.867 | 2006 | 1.857 |
| 1970 | -     | 1987 | 2.056 | 1998 | 1.778 | 2007 | 1.402 |
| 1972 | -     | 1990 | 2.202 | 2000 | 1.865 | 2008 | 1.500 |